# Maronicki patriarchat Antiochii
Maronicki patriarchat Antiochii (łac. Patriarchatus Antiochenus Maronitarum)  – patriarchat Kościoła maronickiego z siedzibą w Bkerke.

## Patriarchowie
Patriarcha maronitów jest metropolitą prowincji kościelnej, a jednocześnie głową całego Kościoła maronickiego, z drugiej strony zaś jest również biskupem Dżubby, Sarby i Dżuniji (na obszarze eparchii znajduje się Bkerke). Letnią rezydencją patriarchy maronitów jest Dimane.

## Biskupi kurialni
W skład kurii patriarszej wchodzą:
- bp Hanna Alwan ML, biskup tytularny Sareptenus Maronitarum
- bp Antoine Aukar, biskup tytularny Ptolemaidensis in Phoenicia Maronitarum
- bp Peter Karam, biskup tytularny Arca in Phoenicia
- bp Rafik Warcha, biskup tytularny Apamea in Syria
- abp senior Paul Nabil El-Sayah
- biskup senior Samir Mazloum, biskup tytularny Callinicensis Maronitarum

## Podział administracyjny
Maronicki patriarchat Antiochii jest jedyną metropolią Kościoła maronickiego – pozostałe struktury funkcjonują na zasadzie egzempcji. W skład patriarchatu jako prowincji kościelnej wchodzi: 
1. eparchia Dżubby, Sarby i Dżuniji

Ponadto egzarcha patriarszy zarządza egzarchatem Jerozolimy i Palestyny oraz egzarchatem Jordanii.